# Брандико
Брандико (итал. Brandico, ломб. Brandìc) — коммуна в Италии, в провинции Брешиа области Ломбардия.
Население составляет 1041 человек (2008 г.), плотность населения составляет 130 чел./км². Занимает площадь 8 км². Почтовый индекс — 25030. Телефонный код — 030.
Покровительницей коммуны почитается святая равноапостольная Мария Магдалина, празднование 22 июля.

## Демография
Динамика населения:

## Администрация коммуны
- Официальный сайт: